# Davide Faraoni
Marco Davide Faraoni (né le 25 octobre 1991 à Bracciano en Italie) est un footballeur italien évoluant à l'ACF Fiorentina, en prêt du l'Hellas Vérone.

## Biographie
Marco Davide Faraoni Né en Bracciano,  Province de Rome, Latium, il a commencé sa carrière à SS Lazio, où il pourrait jouer comme arrière droit ou arrière central, Il a raté quelques mois dans la saison 2009-10 en raison d'une blessure de ligament croisé antérieur à la jambe droite. 
Le 1er juillet 2010, il a été signé par le club italien de l'Inter Milan pour quatre ans du contrat gratuitement. Il a été membre du  Inter Primavera moins de 20 ans lors de la saison 2010-11, où il jouait dans ce Campionato Nazionale Primavera depuis 2008-09. Avec l'équipe, il a également remporté le Torneo di Viareggio (Carnaval de la Coupe). Il joue à divers postes de l'équipe, arrière droit, arrière gauche ou ailier droit. Il fait ses débuts en équipe première en 2011-2012.
En juillet 2012, faisant partie de la transaction du transfert de Samir Handanovič à l'Inter Milan, il signe en faveur de Udinese.

## Palmarès
Inter Milan
- Trophée TIM : 2011